# Cáraves
Cáraves es una parroquia del concejo asturiano de Peñamellera Alta, en España, y un lugar de dicha parroquia. El lugar de Cáraves es la única población de la parroquia.

## Demografía
Según el padrón municipal de habitantes de 2010 tenían una población de 21 habitantes, de los cuales 11 eran varones y 10 eran mujeres (INE).

## Geografía
El lugar se sitúa a una altitud de 340 m, en la orilla izquierda del río Cares, en la falda del monte Jana. Dista 4 km del lugar de Alles, capital del concejo, y cuenta con dos barrios: La Boleta, donde se encuentran las edificaciones más resaltantes, y Jigares. 
Ambos barrios tienen un número similar de pobladores y de casas.

## Patrimonio
El lugar cuenta con una iglesia parroquial, Santa María de Cáraves, dedicada a María Magdalena, y con la antigua capilla de San Emeterio (muy deteriorada).
En este pueblo, se pueden apreciar vistas panorámicas del río Cares entre Trescares y Mier.